# اوشن پارک (واشینگتن)
اوشن پارک، واشینگتن (به انگلیسی: Ocean Park, Washington) یک منطقه مسکونی در ایالات متحده آمریکا است که در شهرستان پاسیفیک، واشینگتن واقع شده‌است.

## خصوصیات
اوشن پارک ۱۰٫۰ کیلومترمربع مساحت و ۱٬۵۷۳ نفر جمعیت دارد و ۱۲ متر بالاتر از سطح دریا واقع شده‌است.